# ULAS J1342+0928
ULAS J1342+0928 هو أكثر أنواع الكوازار المعروفة التي تم اكتشافها ويحتوي على الثقب الأسود الفائق الأقدم والمعروف لنا عند الانزياح نحو أحمر تم الإبلاغ عنه وقيمته z = 7.54، متجاوزًا الانزياح الأحمر ل الكوازار الأكثر شهرة المعروف سابقًا ULAS J1120+0641 بانزايح قيمته 7. يقع كوازار ULAS J1342+0928 في كوكبة العواء. أفادت التقارير أن كتلة الثقب الأسود الفائق «تساوي 800 مليون مرة من كتلة الشمس».